# IC 1157
IC 1157 — галактика типу SBa (компактна витягнута галактика) у сузір'ї Змія.
Цей об'єкт міститься в оригінальній редакції індексного каталогу.